# Ryōichi Maeda
Pour les articles homonymes, voir Maeda.
Ryōichi Maeda (前田 遼一, Maeda Ryōichi) né le 9 octobre 1981 à Kōbe au Japon est un joueur de football japonais.

## Palmarès
- Coupe de la Ligue japonaise :
  - Vainqueur en 2010 (Júbilo Iwata)

### Individuel
- Footballeur asiatique de l'année : 2000
- Meilleur buteur de la J. League : 2009,2010
- Équipe type de la J. League : 2009,2010

## Buts en sélection
| #   | Date              | Lieu                                    | Adversaire      | But | Résultat | Compétition                             |
| --- | ----------------- | --------------------------------------- | --------------- | --- | -------- | --------------------------------------- |
| 1.  | 17 octobre 2007   | Osaka, Japon                            | Égypte          | 3-0 | 4-1      | Coupe afro-asiatique des nations 2007   |
| 2.  | 17 février 2008   | Chongqing, Chine                        | Corée du Nord   | 1-1 | 1-1      | Coupe d'Asie de l'Est 2008              |
| 3.  | 17 janvier 2011   | Stade Ahmed bin Ali, Al Rayyan, Qatar   | Arabie saoudite | 3-0 | 5-0      | Coupe d'Asie des Nations 2011           |
| 4.  | 17 janvier 2011   | Stade Ahmed bin Ali, Al Rayyan, Qatar   | Arabie saoudite | 4-0 | 5-0      | Coupe d'Asie des Nations 2011           |
| 5.  | 25 janvier 2011   | Al Gharafa Stadium, Doha, Qatar         | Corée du Sud    | 1-1 | 2–2      | Coupe d'Asie des Nations 2011           |
| 6.  | 11 novembre 2011  | Central Stadium, Douchanbé, Tadjikistan | Tadjikistan     | 3-0 | 4-0      | Éliminatoires de la Coupe du monde 2014 |
| 7.  | 24 février 2012   | Nagai Stadium, Osaka, Japon             | Islande         | 1-0 | 3-1      | Match amical                            |
| 8.  | 3 juin 2012       | Stade Saitama 2002, Saitama, Japon      | Oman            | 2-0 | 3-0      | Éliminatoires de la Coupe du monde 2014 |
| 9.  | 8 juin 2012       | Stade Saitama 2002, Saitama, Japon      | Jordanie        | 1-0 | 6-0      | Éliminatoires de la Coupe du monde 2014 |
| 10. | 11 septembre 2012 | Stade Saitama 2002, Saitama, Japon      | Irak            | 1-0 | 1-0      | Éliminatoires de la Coupe du monde 2014 |